# 후타리 엣치
《후타리 엣치》(일본어: ふたりエッチ)는 카츠 아키가 쓰고 그린 일본 만화 시리즈이다. 1996년 12월부터 영 애니멀에 연재되었으며, 나중에 하쿠센샤의 단행본으로 결합되어 2023년 5월 기준 89권이 있다. 이 시리즈는 20대 중반의 신혼 부부를 따른다. 결혼하고 그들의 성적 탐구를 기록한다. 이 만화는 에로틱한 요소와 사실적이고 유익한 통계를 결합한다. 제목인 후타리 엣치("2인 엣치")는 자위 행위를 뜻하는 속어인 히토리 엣치(, "1인 엣치")를 변형한 것이다. 이 시리즈는 2,950만 부의 인쇄본을 보유하고 있으며 스토리와 결합된 노하우 가이드로 가장 유명하다.
여성의 섹슈얼리티에 초점을 맞춘 여성용 후타리 엣치(Futari Ecchi Gaiden: Akira, The Evangelist of Sex)의 두 스핀오프 만화가 출시되었다. 두 개의 섹스 매뉴얼과 아트북도 있다. 이 시리즈는 2000년 WOWOW에서 방영된 3부작 실사 TV 드라마로 각색되었다. 2002년과 2004년에 4권짜리 오리지널 비디오 애니메이션(OVA) 시리즈가 제작되었다. 2011년에는 12부작 실사 웹 시리즈가 제작되었다. Ustream에서 스트리밍되었다. 또한 2011년에는 실사 연극 영화 시리즈가 시작되었다. 네 편의 영화가 개봉됐다. 두 번째 3개 에피소드 OVA 시리즈는 2014년 아시 프로덕션에서 출시되었다.
2007년에 이 만화 시리즈는 토쿄팝에 의해 Manga Sutra로 북미에서 라이선스되었으며, 일본어 8권으로 구성된 4권만 출시되었다. 또한 2007년에 미디어 블래스터스(Media Blasters)는 스텝 업 러브 스토리(Step Up Love Story)라는 이름으로 OVA 라이선스를 취득하고 DVD로 출시했다.